# Kislev
Kislev (în ebraică: כסלו; ebraică standard kislev; ebraică tiberiană kislēw, din akkadiană kislimu) este a treia lună după calendarul ebraic „civil” și a noua lună după calendarul „religios”. Durata acestei luni oscilează, și anume, este o lună de toamnă de 30 de zile, cu excepția anilor de 353 sau 383 de zile când are 29 de zile.
Numele Kislev vine din limba akkadiană și înseamnă "dens" și se referă la norii de la începutul ploilor de iarnă.

## Perioadă (5761–5860)
| Durata anului | Începutul lunii (calendar gregorian) | Sfârșitul lunii (calendar gregorian) |
| ------------- | ------------------------------------ | ------------------------------------ |
| 353 de zile   | 14 noiembrie–2 decembrie             | 13 decembrie–31 decembrie            |
| 354 de zile   | 13 noiembrie–2 decembrie             | 13 decembrie–1 ianuarie              |
| 355 de zile   | 14 noiembrie–2 decembrie             | 14 decembrie–1 ianuarie              |
| 383 de zile   | 3 noiembrie–13 noiembrie             | 2 decembrie–12 decembrie             |
| 384 de zile   | 4 noiembrie–12 noiembrie             | 3 decembrie–12 decembrie             |
| 385 de zile   | 3 noiembrie–14 noiembrie             | 3 decembrie–13 decembrie             |

## Sărbători înKislev
| Zi/Zile   | Celebrarea | Notă |
| --------- | ---------- | --- |
| 25–30(29) | Hanuka     | În anii cu 353 și 383 de zile, a celebrarea celei de-a șasea zile a Hanuka, care are loc în 30 Kislev în ceilalți ani, are loc în 1 Tevet. |